# Eclissi solare del 28 giugno 1908
L'eclissi solare del 28 giugno 1908 è un evento astronomico che ha avuto luogo il suddetto giorno attorno alle ore 16.29 UTC. L'eclissi di tipo anulare è stata visibile dall'America (Messico e USA), dall'Africa (Mauritania, Mali, Senegal e Burkina Faso). L'eclissi è durata 4 minuti.

## Visibilità
L'eclissi ha attraversato la parte orientale dell'Oceano Pacifico tra le Isole Marchesi, isole della Linea, (sporadi equatoriali), Isola Clarión; l'isola Clipperton ha visto per la prima volta un'eclissi solare anulare all'alba. La pseudo ombra (antumbra) della luna si è spostata a nord-est, in diagonale attraverso il Messico, nel Golfo del Messico e poi attraverso la Florida, negli Stati Uniti, raggiungendo la sua massima estensione sulla superficie dell'oceano a circa 230 chilometri a sud-ovest di Bermuda. Da allora, la pseudo ombra si è gradualmente diretta a sud-est, ha attraversato l'oceano Atlantico penetrando nell'Africa occidentale, e si è conclusa nella parte settentrionale della costa d'oro britannica (l'attuale Ghana) al tramonto.

## Eclissi collegate

### Eclissi solari 1906-1909
Questa eclissi è un membro di una serie che si ripete semestralmente. Un'eclissi in una serie semestrale di eclissi solari si ripete all'incirca ogni 177 giorni e 4 ore (un semestre) a nodi alternati dell'orbita lunare. 

### Ciclo di Saros 135
L'eclissi fa parte del ciclo di Saros 135, che si ripete ogni 18 anni ed 11 giorni, contenente 71 eventi. La serie iniziò con un'eclissi solare parziale il 5 luglio 1331. Contiene eclissi anulari dal 21 ottobre 1511 al 24 febbraio 2305, eclissi ibride l'8 marzo 2323 e 18 marzo 2341 e eclissi totali dal 29 marzo 2359 al 22 maggio 2449. La serie termina al membro 71 con un'eclissi parziale il 17 agosto 2593. La durata più lunga di un'eclissi in questa serie sarà di 2 minuti, 27 secondi il 12 maggio 2431.